# Omo (rivier)
De Omo is een 760 km lange rivier in het zuidwesten van Ethiopië. De rivier ontspringt ten westen van de hoofdstad Addis Abeba en eindigt in het Turkanameer, dat grotendeels in Kenia ligt. Hij wordt vooral gevoed door de Gibe, maar ook kleinere rivieren als de Wabi, Mago en Gojeb monden uit in de Omo. In de rivier bevindt zich de Gilgel Gibe III stuwdam.
Het totale verval van de Omo over zijn volledige lengte is 2000 meter, van circa 2500 meter hoogte aan de bron, tot 500 meter hoogte in het Turkanameer. Het gevolg van dit grote verval is dat de rivier erg snel stroomt en over zijn loop verschillende watervallen kent, waaronder de Kokobi. Tevens zorgt dit grote verval ervoor dat de Omo slechts beperkt bevaarbaar is, en dan met name in het gebied stroomopwaarts vanaf het Turkanameer.
De Omo was in het verleden de oostgrens van de koninkrijken Janjero en Garo. Tegenwoordig vormt de Omo onderdeel van het Mago park en het Omo nationaal park, die allebei bekend zijn om hun fauna.

## Mensen bij de Omo
De Omovallei is een plek waar een grote verscheidenheid aan mensen en volken samen leeft op een relatief klein stuk land. Deze culturele diversiteit houdt mogelijk verband met het feit dat veel volkeren door of langs het stroomgebied van de Omo migreerden richting nieuwe leefgebieden.
Het stroomgebied is ook belangrijk in geologisch en archeologisch opzicht. Verschillende fossielen uit het plioceen en pleistoceen van mens(achtigen) zijn hier gevonden, waaronder fossielen uit het geslacht Australopithecus. Tevens zijn rolsteenwerktuigen van kwarts gevonden die naar schatting circa 2,4 miljoen jaar oud zijn. Vanwege deze stenen voorwerpen zijn de opgravingsgebieden om de Omo in 1980 door de UNESCO als werelderfgoed aangemerkt.
- Gemeinsame Normdatei: 4116762-4
- Nationale Bibliotheek van Tsjechië: ge601922